# Kosir
Kosir, univerzalni alat, oružje, nekadašnji statusni simbol i dio istarske tradicije.
Kosir, Hrvatsko prezime.
Dimenzije kosira variraju od ovisnosti od uporabe, od skroz malih za čišćenje polja do velikih za "hraštenje" u šumi. Posebna verzija kosira na motki naziva se rankun, dok se verzija s ravnom oštricom, za posebno zahtjevno sječenje velikim momentom, naziva mašan. Verzija kosira sa sklopivom oštricom naziva se kosirica, ali van sličnosti oštrice s kosirom i nema puno zajedničkih osobina jer nije u stanju podnijeti ekstremne uvjete u kojima se koristi kosir.
Iako je kosir gotovo nestao, u posljednje se vrijeme ponovno može od kovača kupiti na sajmovima Pazina, Motovuna i Višnjana. Nažalost, primjerci koji se danas mogu naći u prodaji uglavnom spadaju u "nižu klasu" jer ne zadovoljavaju klasični kanon istarskog kosira:
- elegantno i balansirano srpasto tijelo s ukucanim lučnim ukrasima i probojem za vješanje na ranpin
- kaljen i kovački bruniran u ulju
- cjelovita unutarnja oštrica
- u tlorisu elipsoidna, centralnosimetrična osmerokuta drška izrađena iz jasena
- pojačanje drške "vetica", čelik ili bakar
- okov kraja drške "šajba", mijed ili bakar

Kosir se nosi na leđima, okačen na kovanom ranpinu (gancinu), koji je nataknut na kaišu (p^asu).
Tradicijska važnost kosira je u centralnoj istri dignuta na takav nivo, da čini i dio grba općine Tinjan, gdje se održava i godišnja izložba kosira. Često se mala kromirana maketa kosira može naći kao privjesak u trgovinama izvornog istarskog suvenira.

## Nazivi za kosir na drugim jezicima
Serpe, Serpette, Croissant, Vousge, Poudo (fr.), Haumesser, Hippe, Heppe, Hacke, Gertel, Praxe (Braxe) (njem.), Roncola, Pennato, Mannaia (tal.), Snoeimes, Hakmes, Hackbejl (nizoz.),Podon, Podadera (Podadora), Podao, Hoz para podar, Tajamata (šp.), Natagama (jap.), Vesuri, Kassara (fin.), Metszõkés (mađ.), Golok (indonez.), Fascine Knife (USA), Billhook (also Bill Hook), Bill, Handbill, Hedging Bill, Broom Hook, Pruning Hook (UK)(engl.), Katte (CY), Dah (Burma), Faskinkniv, Lovkniv (SW), Koser, Kostur (BG), Kladephtéri, Kladeuterion, Drépanon (GR), Cosor, Cosoras (R), Choser, Cosser, Chosor, Kosir/trnorez, (Hrvatska/Srbija), Kosijer (Crna Gora) Mossuranto (Venice), Hippe, Héip, Häpp, Heep, Handbeil (LB).

## Vanjske poveznice
- http://www.billhooks.co.uk  - the home page of 'A Load of Old Billhooks'